# Coiffure chez les peuples germaniques
La question de la coiffure chez les peuples germaniques est le centre d'un débat historiographique qui dure depuis le XIXe siècle. 

## Historiographie
On parle souvent en histoire mérovingienne - c'est l'expression consacrée - des reges criniti, les rois chevelus pour désigner les rois mérovingiens (481-751), mais il faut se poser les questions suivantes : les rois étaient-ils les seuls à porter les cheveux longs, ou le peuple entier ? Et quelques différences y avait-il entre les différents peuples germaniques ? 

### Sources

#### Littérature de l'époque du Haut empire
L'expression reges criniti n'a en réalité été utilisée qu'une seule fois chez les auteurs de l'époque : chez Grégoire de Tours, dans son Historia Francorum, et plus précisément dans le phrase : id temporis crinitos reges habere coeperunt, c'est-à-dire « à ce moment là, ils commencèrent à avoir des rois chevelus. » Ici, l'évêque de Tours raconte l'arrivée au pouvoir des Mérovingiens ; ces rois sont chevelus, non par rapport aux Francs, mais par rapport aux Romains, auxquels les Francs avaient jusqu'alors été soumis. Il faut donc plutôt comprendre l'adjectif criniti (dans le texte à l'accusatif pluriel crinitos) comme « choisis dans leurs familles ». Le roi se distinguait donc autrement de ses sujets : Théophane explique qu'il se distinguait par des soies semblables par celles du porc qu'il aurait eu au milieu du dos, et le Pseudo-Frédégaire fait valoir l'origine mythologique de ces rois, donc la race était issue Mérovée, fils de la reine des Francs et d'un monstre marin, le Quinotaure. Tacite dans La Germanie écrit :   

« Leur particularité est de ramener leurs cheveux d'un côté en les nouant pour les fixer. C'est ainsi que les Suèves se démarquent de tous les autres Germains et, de la même façon, les Suèves nés libres se distinguent de leurs esclaves. Auprès d'autres peuples, cette pratique est rare, que ce soit par parenté avec les Suèves, ou, ce qui est courant, par imitation, et se limite d'ailleurs aux jeunes gens. Mais le Suève, c'est jusqu'à ce qu'elle blanchisse, qu'il rassemble sa chevelure hirsute pour l'attacher, souvent au sommet même du crâne. Les chefs se coiffent avec plus de recherche avec quel souci bien innocent de leur apparence! Ils ne le font pas parce qu'ils sont amoureux ou pour inspirer l'amour! Ils ne cherchent en somme qu'à se rendre plus imposants et plus effrayants. C'est pour les yeux des ennemis qu'ils partent en guerre si soigneusement parés. »

Tous les Germains auraient donc les cheveux longs, les Suèves seuls les noueraient au sommet de leur tête, et le peuple aurait les cheveux hérissés, tandis que la coiffure des chefs serait mieux peignée. Les esclaves semblent eux avoir les cheveux courts, ou, comme le pense Jean Hoyoux, plutôt retroussés. Ovide loue la chevelure des Sicambres dans ses Amours : il parle d'une jeune fille obligé de porter une perruque à cause de ses abus de teintures et d'artifices que la condamnent à la calvitie. 

« Maintenant la Germanie t'enverra les cheveux de ses enfants, nos prisonniers. Tu seras belle, grâce au présent d'une race vaincue. Bien souvent, quand on admirera ta chevelure, tu rougiras disant : "Voici qu'on me loue aujourd'hui, moi, pour une chose que j'ai achetée. Je ne sais quelle Sicambre cet homme loue maintenant à ma place. Et cependant je m'en souviens, il fut un temps où ces éloges s'adressaient à moi. »

Ici, la jeune fille porte les cheveux d'une femme Sicambre, mais ce pourrait être une raison littéraire. En effet, elle peut être jalouse d'une autre femme, et non d'un homme. Jean Hoyoux soutient que les cheveux seraient plutôt pris aux hommes germains : la particularité des cheveux germains se fait manifeste chef les hommes, par rapport aux cheveux cours des hommes romains, alors que les femmes germaines et romaines ont toutes les cheveux longs ; en outre, seuls les esclaves masculins étaient tondus en signe de captivité. Juvénal parle aussi, comme quelque chose de très connu, de la longue chevelure que portent les Germains. Sénèque écrit : 

« Pourquoi es-tu si soigneux de ta parure ? La nature en a donné de plus belles à certains animaux domestiques ou sauvages. Tu auras beau faire : nombre d'entre eux te surpassent en beauté. Pourquoi tant d'apprêts dans l'arrangement de ta chevelure ? Quand tu l'auras fait flotter à la mode des Parthes ou nouée comme les Germains ou éparpillée comme les Scythes, la crinière que fait bondir le cheval sera toujours plus épaisse que la tienne, celle du lion plus terrible. »

Lucain évoque la longue toison des Ligures « plus renommée encore que celle de la Gaule chevelue ». 

#### Littérature de l'Antiquité tardive
Claudien, dans son Eloge de Stilicon, mentionne les rois à la chevelure fauve que Stilicon a vaincu, et en s'adressant à Eutrope, montre l'empereur Honorius qui fait entrer la nation des Sicambres entière, tondue en signe de captivité. Dans son chant à la gloire d'Honorius, il qualifie un Suève de crinitus et décrti les longues chevelures des Sicambres des guerriers vaincus lorsqu'ils s'agenouillent en soumission à l'empereur. Sidoine Apollinaire décrit la longue chevelure du roi des Wisigoths Théodoric, et il souligne que cette coutume est commune à toute sa nation. Il qualifie les Germains de « hordes chevelues », et décrit les Saxons venant à la cour d'Euric à Bordeaux la tête rasée parce qu'ils sont suppliants, et leur tête rasée fait sensation, ce qui prouvent que l'habitude wisigothique était à la chevelure fournie.  
Agathias attribue la longue chevelure à une élite, après avoir dit que seuls les rois avaient de longs cheveux (et non pas l'élite). Jean Hoyoux accorde peu de crédit à ce témoignage.  

#### Archéologie
Certaines découvertes archéologiques permettent d'éclairer la façon de se coiffer des Germains. 

Ainsi, on connait le chignon suève que portaient le peuple des Suèves, outre par la mention de Tacite, grâce à un homme des tourbières retrouvé dans le Schleswig-Holstein, en Allemagne, l'homme d'Osterby, ainsi que quelques statues et bas reliefs : 

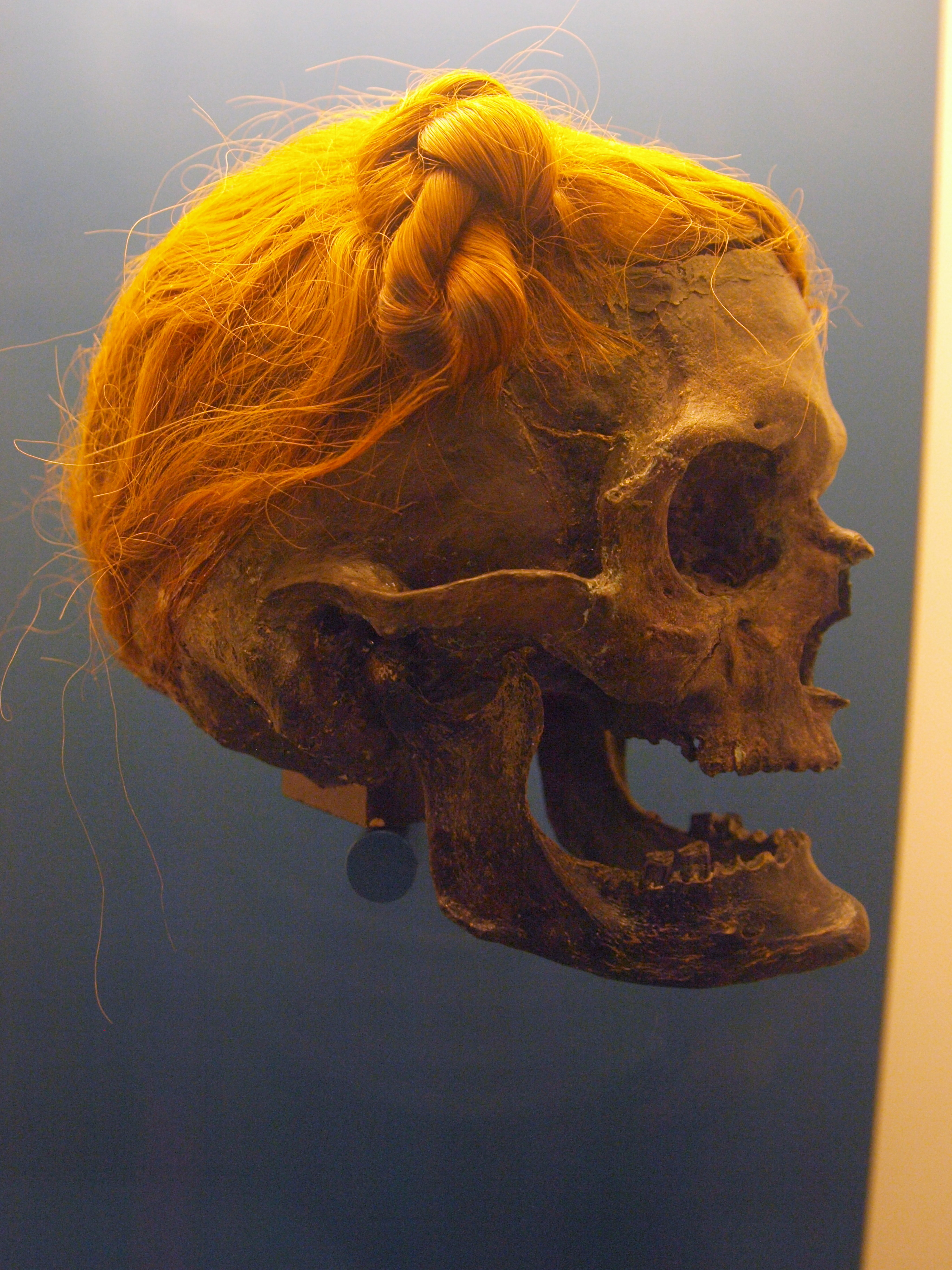
L'homme d'Osterby portant un chignon suève.
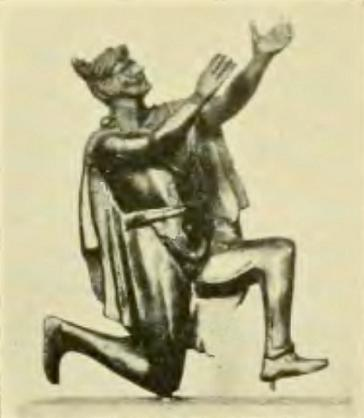
Bronze romain représentant un Germain orant : l'homme porte le chignon suève, allusion à son appartenance ethnique (Bibliothèque Nationale, Paris)
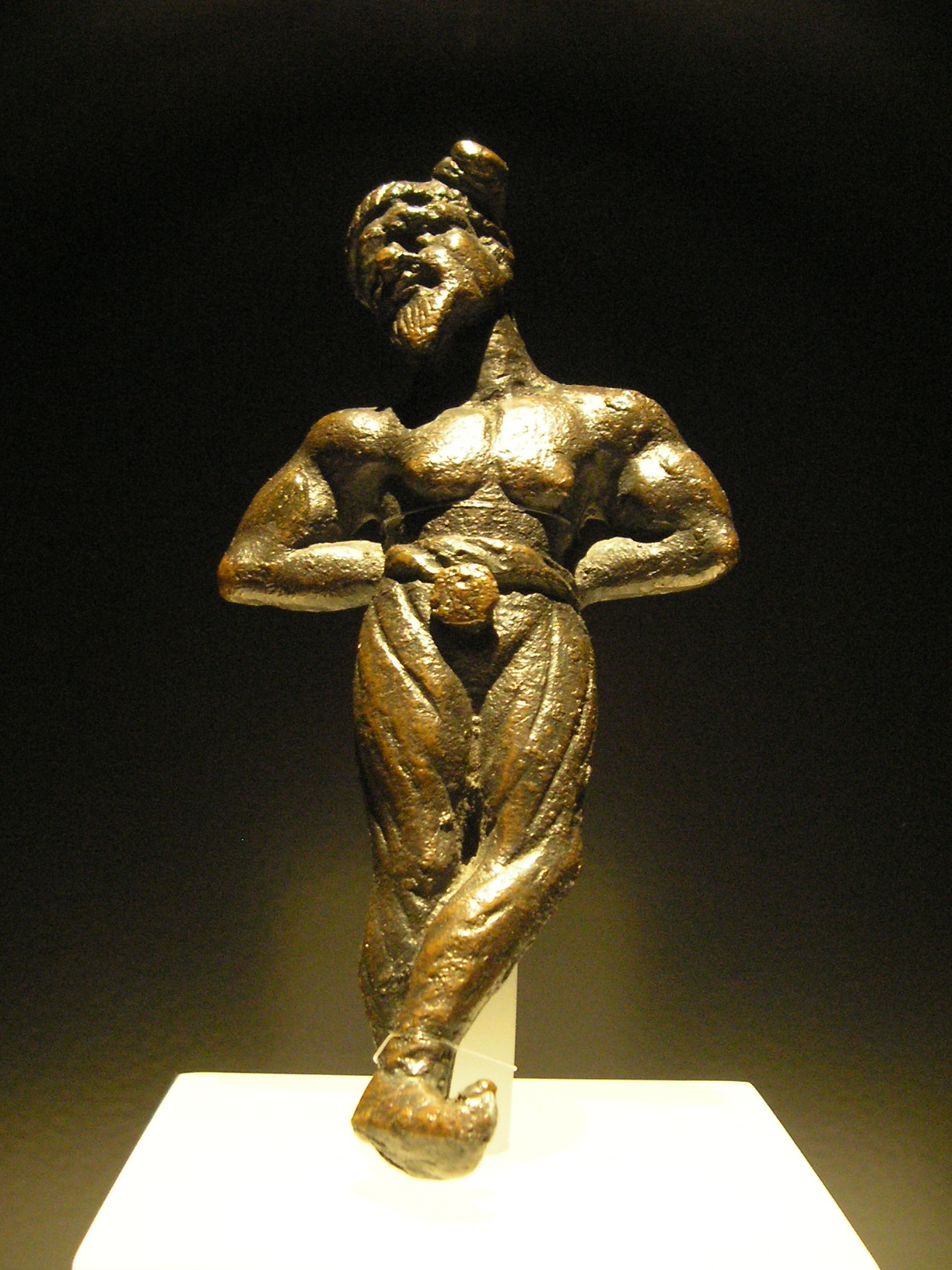
Prisonnier germain portant un chignon suève (bronze, musée romain de Vienne, Autriche)
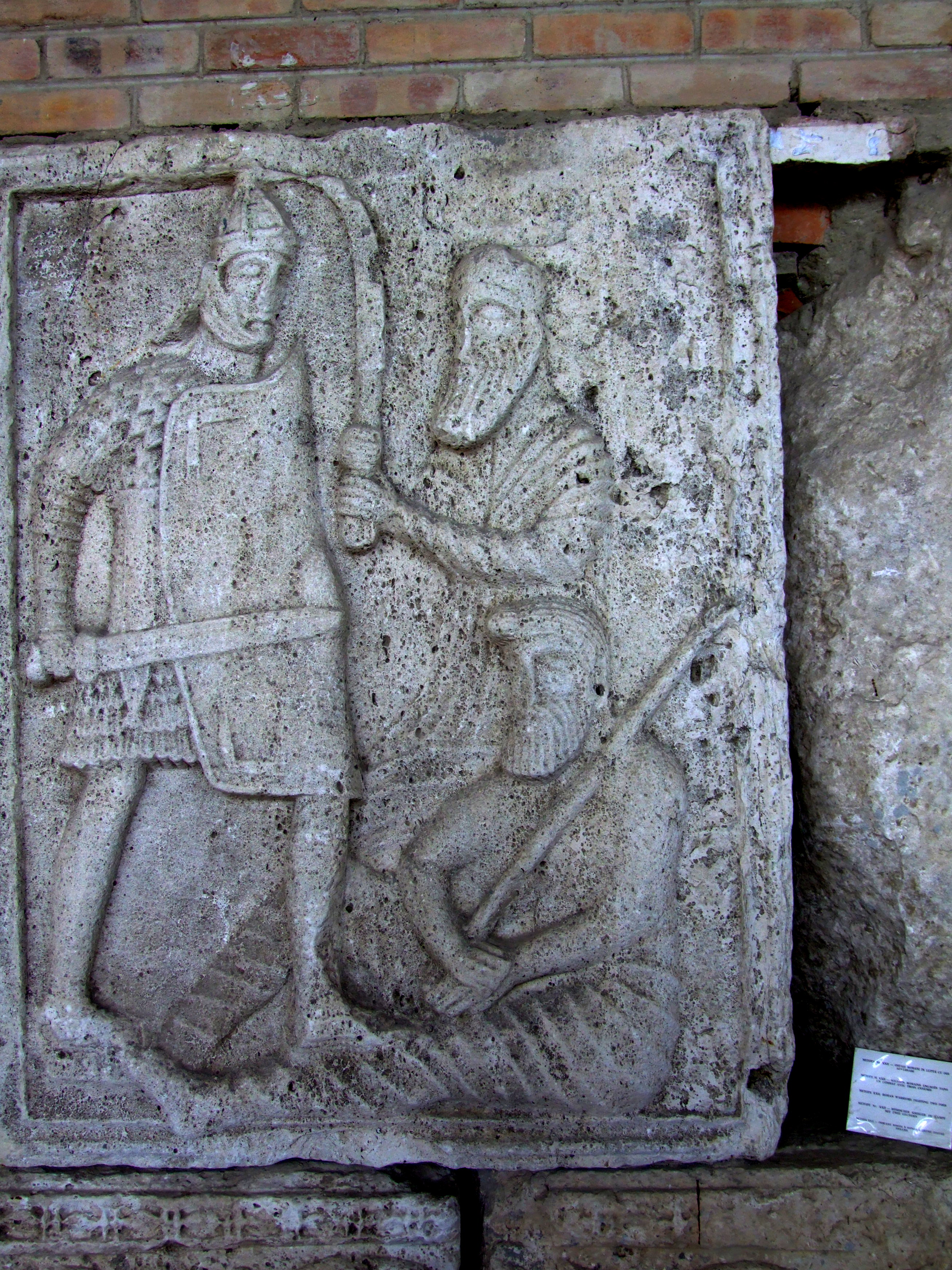
Tropaeum Traiani

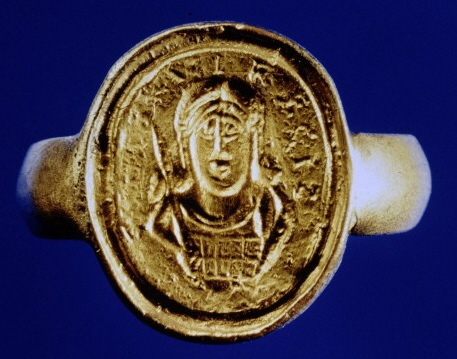
Copie d'après l'anneau sigillaire de Childéric Ier, roi des Francs (« Childerici Regis »), retrouvé dans sa tombe à Tournai en 1653. Buste du roi, vu de face, les cheveux longs jusqu'aux épaules, partagés par une raie médiane. Bibliothèque Nationale de France, Paris. L'original a été volé en 1831.

La coiffure des rois francs est connue grâce à l'anneau sigillaire du roi Childéric Ier retrouvé dans sa tombe. 

### Historiens de l'époque contemporaine
Jules Michelet parle de la même façon de la particularité capillaire du roi, que de la chevelure du peuple : 

« Cette force virile [le pouvoir des rois] est attestée par la longue chevelure dont la tête du héros est ornée. Samson perd sa force avec sa chevelure ; mais dès qu'elle repousse, il ébranle et renverse un temple... C'était l'usage chez les rois francs de ne jamais se laisser tondre et de garder leurs cheveux intacts dès l'enfance. Bertoald, duc des Saxons, ayant révoqué en doute l'arrivée et l'existence de Clotaire, roi des Francs, Clotaire se montra en silence près du Wéser. Il ôta son casque de sa tête ; or, une noble blancheur couvrait sa longue chevelure. A ce signe les ennemis reconnurent le roi. »

« Chez la plupart des tribus germaniques, l'homme libre n'a point d'autre signe extérieur de sa condition que sa longue chevelure. Loi des Burgondes (6,4) : celui qui sans la volonté de ses parents aura tondu un enfant chevelu paiera 72 solidi. Quiconque aura laissé croître la chevelure à un esclave ou à un ingénu fugitif donnera pour amende 5 solidi et sera tenu de payer le prix même du fugitif. Il est certain que les Langobards sont ainsi appelés à cause de la longueur de leur barbe que le fer ne touchait jamais. 
Paul DIac., I, 9. Ils portent la tête nue jusqu'à l'occiput ; de là partent de longs cheveux qu'ils séparent au milieu du front et qui descendent jusqu'à leur bouche. Id. 4, 23. Les Bavarois comme les Lombards laissent croître leurs cheveux sur le devant du front à la différence des Suèves qui les rejetaient en arrière. Les Frisons juraient en touchant les boucles de leurs cheveux. »

Comme Michelet, la plupart des historiens ne font guère la différence entre roi et peuple, bien qu'ils précisent toujours que le roi est particulier, mais en lui donnant les mêmes attributs que son peuple. Suit ici une énumération des principales théories émises par les historiens sur le sujet. Maurice Prou : 

« Les membres de la famille royale se distinguaient de leurs sujets par leur coiffure : ils portaient les cheveux longs. Déjà au temps de Tacite, les chefs germains avaient une manière particulière d'arranger leurs cheveux. Tondre un prince mérovingien c'était le faire rentrer dans le commun, le dégrader, le rendre incapable de régner. La longue chevelure n'était donc pas le signe particulier du roi ; c'était le privilège de toute la race mérovingienne. »

Mais il écrit aussi, quelques pages plus haut : 

« Les Romains éprouvaient de la gêne dans le voisinage de ces gens grossiers d'une culture inférieure à la leur. A un ami qui lui avait demandé un épithalame, Sidoine Apollinaire répondait qu'il ne pouvait chanter l'hymen au milieu des hordes chevelues, assourdi par les cris rauques et les chants du Burgonde aux cheveux graissés de beurre rance. »

Godefroid Kurth, repris par Matthieu-Maxime Gorce : 

« Ces rois fils des dieux se reconnaissaient à une marque matérielle de leur origine céleste. Tandis que les guerriers de la nation se rasaient le derrière de la tête, eux, ils portaient dès l'enfance leur chevelure intacte qui leur retombait sur les épaules en longues boucles blondes. Revêtus de ce diadème naturel comme le lion de sa crinière, tous les Mérovingiens ont gardé jusqu'à l'expiration de la dynastie ce glorieux insigne de la royauté. C'est sous le nom de rois chevelus qu'ils font leur première entrée dans l'histoire et la seule fois que la main d'un contemporain ait gravé les traits de l'un d'eux, ils apparaissent dans l'encadrement de ces boucles souveraines. La chevelure royale resplendit autour de la tête victorieuse de Clovis ; enfermée sous le casque aux jours de combat, elle se déroule en longs anneaux sur la nuque du roi lorsqu'il veut se faire connaître de ses ennemis ; plus fidèle qu'une couronne, elle reste attachée à la tête sanglante du prince tombé sur le champ de bataille, et jusque dans l'horreur du tombeau, elle sert à désigner son cadavre décomposé au respect et à la douleur des fidèles. Se transmettant avec le sang de génération en génération, elle prêta majesté impuissante aux descendants dégénérés de Clodion, sur le front desquels elle n'était plus que l'emblème archaïque d'une supériorité désormais effacée par des supériorités plus grandes. Les Romains ne comprenaient pas la poésie de ce symbolisme germanique :  ils virent avec étonnement se promener dans les rues l'adolescent chevelu qui vint demander l'appui des empereurs dans une querelle domestique. Et, plus tard, lorsque les Mérovingiens eurent cessé d'être redoutables, ils se moquèrent de la crinière royale en prétendant que le signe distinctif des rois francs, c'étaient des soies de porc que leur poussaient dans la nuque. Il y avait dans cette opposition de points de vue la profonde différence qui sépare les civilisés des barbares, les sociétés vieillies des peuples restés à l'état primitif. Pour ces derniers, l'homme qui marche à la tête des autres devait les dépasser en beauté et en force : ils ne voulaient pas que celui qui les conduisait à la guerre, et sur qui se portait le regard des amis et des ennemis, fût bâti de manière à ne pas leur faire honneur. Or l'intégrité de la crinière était, chez les Francs, une des marques extérieures qui distinguaient le roi ; ils ne pouvait pas la perdre sans perdre par là même son droit de régner. Tondre un roi équivalait, par conséquent, à le déposer... »

Henri Brunner affirme que la longue chevelure flottante orne exclusivement la tête des rois francs, mais également burgondes et wisigoths.  Albert Marignan fait la réflexion pertinente que si un roi est puissant par sa chevelure, c'est qu'il règne sur des tondus : 

« La manière de porter les cheveux n'était pas la même pour tous. On peut même dire qu'elle indiquait encore mieux la classe à laquelle appartenait l'individu. Aux rois seuls était réservé le port des cheveux très longs, le plus souvent tressés, retombant en nattes sur les épaules. Les hommes riches portaient les cheveux assez longs, taillés le plus souvent en rond sur le front, mais permettant de voir la nuque. Les indigents se rasaient comme autrefois et et ne les laissaient pousser qu'en signe de deuil. »

Marc Bloch soutient aussi que les rois avaient les cheveux longs, et les autres courts : 

« La longue chevelure, qui formait l'attribut traditionnel de la dynastie franque (tous les hommes libres, aussitôt atteint l'âge adulte, portaient les cheveux courts), avait certainement été, à l'origine, un symbole d'ordre surnaturel ; ou mieux, ces cheveux jamais coupés durent être primitivement conçus comme le siège même du pouvoir merveilleux que l'on reconnaissait aux fils de la race élue ; les reges criniti étaient autant de Samsons. Cette coutume très anciennement attestée dura autant que les Mérovingiens eux-mêmes, sans d'ailleurs que nous puissions savoir si, au moins dans le peuple, on continua jusqu'au bout à lui prêter une valeur magique. »